# Куркина, Раиса Семёновна
Раи́са Семёновна Ку́ркина (род. 7 октября 1927, Покровка, Тульская губерния) — советская и российская актриса кино и дубляжа; заслуженная артистка РСФСР (1974).

## Биография
Раиса Куркина родилась 7 октября 1927 года в Покровке[уточнить] (ныне — в Тульской области). Её родители работали на заводе и были далеки от мира искусства.
В годы Великой Отечественной войны Раиса Куркина устроилась воспитательницей в детский сад, где проработала семь лет.
С 1950 года по 1952 год была студенткой Московского института востоковедения. Там Раиса начала заниматься в самодеятельном театре «Каучук», и ей повезло познакомиться с Михаилом Ульяновым и Владимиром Этушем, которые ставили спектакли с самодеятельными актёрами. Они-то и убедили девушку поступить в Щукинское училище.
В 1956 году окончила Высшее театральное училище имени Б. В. Щукина (курс В. К. Львовой), после которого поступила в Театр-студию киноактёра. Снялась  более чем в шестидесяти фильмах, впервые — в 1955 году.
В 1958 году стала лауреаткой Всесоюзного кинофестиваля в номинации «Вторые премии для актёров за 1958 год».

## Личная жизнь
Дважды была замужем.
Первый муж — Борис Александрович Скомаровский (1929—2003), театральный режиссёр, основатель и первый режиссёр Челябинского ТЮЗа. Они поженились на первом курсе театрального института. У пары родилась дочь Ирина.
Расстались из-за измены мужа, который увлёкся дочерью заместителя министра внешней торговли. Воспитывать дочь Скомаровский не помогал.
Второй муж — Владимир Мотыль (1927—2010), режиссёр театра и кино. Они сблизились в 1962 году на съёмках фильма «Дети Памира». В то время у Владимира Мотыля были сложные отношения с первой женой, актрисой Людмилой Подаруевой. В результате он с ней развёлся и женился на Куркиной. У мужа Раиса снялась в трёх фильмах: его первой режиссёрской работе «Дети Памира», «Белое солнце пустыни» и «Звезда пленительного счастья».
Вместе пара прожила шесть лет. Развелись супруги из-за измены Владимира Мотыля. Однажды Раиса случайно обнаружила у него в кармане письма откровенного содержания от другой женщины и подала на развод. Владимир Мотыль вновь женился на Людмиле Подаруевой. Раиса Куркина больше замуж не выходила. Спустя много лет она отмечала, что никогда не жалела о расставании с режиссёром Мотылём: «Прошли десятилетия, и я не то, что секунды, даже полсекунды не жалела о своём решении. Я ведь ни на йоту не выношу вранья… После Владимира Мотыля у меня никого не было. Володя был сложным человеком. Двойственным. Эта заложенная в его детстве двойственность жила в нём всегда, проявлялась в мелочах, а люди сотканы из деталей. У него были большие перерывы в работе, и в эти периоды с ним было очень непросто».
Что касается Владимира Мотыля, то о Раисе Куркиной он говорил: «Замечательная актриса… с тяжёлым характером».

## Фильмография
1. 1955 — Гость с Кубани — Катя (Екатерина Алексеевна) Горбань, знатная комбайнёрша с Кубани
2. 1956 — Берёзы в степи — Мария
3. 1957 — На острове Дальнем… — Даша Соколова
4. 1958 — Пора таёжного подснежника — красноармеец Анна
5. 1958 — Идиот — Аделаида Епанчина
6. 1958 — Ваня — Клавдия
7. 1959 — Спасённое поколение — Антонина Васильевна
8. 1960 — Время летних отпусков — Светлана Ивановна Панышко, старший геолог, исполняющая обязанности заведующего промыслом
9. 1960 — Тишина — Ольга Петровна, учительница вечерней школы
10. 1961 — Наш общий друг — Лена Корниец, жена парторга
11. 1962 — Павлуха — Зина, секретарь комитета комсомола
12. 1962 — Дети Памира — врач
13. 1964 — Живые и мёртвые — вдова полковника Баранова
14. 1964 — Остров Колдун — Наталья Евгеньевна, мама Дани и Вали
15. 1965 — Мечта моя — Мария
16. 1965 — Западня — мисс Эрнита, вдова Генри
17. 1967 — Тысяча окон — Нина Георгиевна
18. 1967 — Ташкент — город хлебный — медсестра
19. 1967 — Это твёрдая земля — Надя
20. 1967 — Поиск — Галина
21. 1969 — Семейное счастье (новелла «Нервы») — жена Дмитрия Осиповича Ваксина
22. 1969 — Белое солнце пустыни — Настасья, жена таможенника Павла Артемьевича Верещагина
23. 1970 — Когда расходится туман — Вера Николаевна, учёный-паразитолог, старший научный сотрудник
24. 1970 — Возвращение «Святого Луки» — Лидия Николаевна, экскурсовод музея
25. 1970 — Белорусский вокзал — вдова Лида Матвеева
26. 1971 — Нюркина жизнь — Катерина, жена Михаила Антоновича
27. 1973 — Чёрный принц — Нина Петровна Самохина
28. 1973 — Товарищ генерал — Ирина Анатольевна Капитонова, жена генерала
29. 1973 — Великие голодранцы — Параня, мать Касаткина
30. 1974 — Птицы над городом — Марго (Маргарита Ивановна), соседка Вишняковых, машинистка в издательстве
31. 1974 — Совесть — учительница Любовь Тимофеевна Колоскова, жена Колоскова
32. 1974 — Стоянка — три часа — Марина
33. 1975 — Афоня — тётя Фрося, тётка Афони
34. 1975 — Звезда пленительного счастья — Софья Александровна Раевская
35. 1976 — Два капитана — Анна Степановна, жена Ивана Ивановича
36. 1976 — Жизнь и смерть Фердинанда Люса — Лотта, секретарша Берга
37. 1976 — Память земли — Настя Щепеткова
38. 1976 — Стажёр — Вера Васильевна, мать Саши Трофимова, сестра Александра Александровича
39. 1977 — Левый поворот (короткометражный) — Екатерина Петровна
40. 1977 — Мимино — судья (нет в титрах)
41. 1977 — Хлеб детства моего — мать Васьки
42. 1978 — Лес, в который ты никогда не войдёшь — Вилена Фёдоровна
43. 1979 — Дождь в чужом городе — Ганна Денисовна, администратор гостиницы
44. 1979 — Сцены из семейной жизни — тётка Кати, которая поливает цветы
45. 1980 — Мелодия на два голоса — Борисоглебская, мама Алёны
46. 1980 — Мужество — мать Дины Ярцевой
47. 1981 — Было у отца три сына — Вера, мать Светланы
48. 1981 — Провинциальный роман — эпизод
49. 1982 — Не могу сказать «прощай» — Надежда Ивановна, врач
50. 1982 — Никто не заменит тебя — Валентина Ивановна, мать Ларисы
51. 1982 — Слёзы капали — председатель собрания
52. 1983 — Внезапный выброс — мать Сергея
53. 1983 — Дублёр начинает действовать — Паршина, мать Ольги
54. 1983 — Трое на шоссе — представитель санитарной комиссии
55. 1984 — Благие намерения — Евдокия Петровна Салтыкова, стоматолог
56. 1984 — Шанс — Елена Сергеевна, директор школьного музея
57. 1984 — Маленькое одолжение — мать Борьки
58. 1985 — Картина — Антонина, жена генерала Фомина
59. 1986 — К расследованию приступить — Марина Игнатьевна Царькова, жена Петра Царькова, бывшая балерина
60. 1987 — Моя дорогая — эпизод
61. 1988 — Это было прошлым летом — мать Сергея
62. 1988 — Чёрный коридор — жена Ечевина
63. 1989 — Прямая трансляция — мать Сергея Ерёмина
64. 1996 — Короли российского сыска — Анна Карповна Максимова, генеральская вдова
65. 2004 — Евлампия Романова. Следствие ведет дилетант — Анна Коломийцева
66. 2004 — МУР есть МУР — Алевтина Евгеньевна, мама Альки